# کلئوپاترا پونتوس
کلئوپاترا پونتوس (ارمنی: Կլեոպատրա Պոնտացի; انگلیسی: Cleopatra of Pontus) ملکه ارمنستان بود. وی دختر مهرداد ششم (پنتوس) و همسر تیگران دوم بود.